# FA Cup 1872-1873
De FA Cup 1872-1873 was de tweede editie van de oudste bekercompetitie van de wereld, de Engelse FA Cup. Deze bekercompetitie is een toernooi voor voetbalclubs. De FA Cup werd gewonnen door titelverdediger Wanderers FC.

## Eerste Ronde
De wedstrijden werden gespeeld op 19 oktober 1872 en 26 oktober 1872
| Thuisteam            | Uitslag             | Bezoekers         |
| -------------------- | ------------------- | ----------------- |
| Barnes FC            | 0-1                 | South Norwood FC  |
| Maidenhead United FC | 1-0                 | Marlow FC         |
| Reigate Priory       | 2-4                 | Windsor Home Park |
| Civil Service        | 0-3                 | Royal Engineers   |
| Upton Park           | 0-2                 | 1st Surrey Rifles |
| Crystal Palace       | 2-3                 | Oxford University |
| Clapham Rovers       | HFC trok zich terug | Hitchin FC        |
| Queen's Park FC      | vrij                |                   |

## Tweede Ronde
De wedstrijden werden gespeeld op 23 november 1872
| Thuisteam         | Uitslag                 | Bezoekers            |
| ----------------- | ----------------------- | -------------------- |
| Clapham Rovers    | 0-3                     | Oxford University    |
| 1st Surrey Rifles | 0-3                     | Maidenhead United FC |
| South Norwood FC  | 1-0 WHP trok zich terug | Windsor Home Park    |
| Royal Engineers   | vrij                    |                      |
| Queen's Park      | vrij                    |                      |

## Derde Ronde
De wedstrijden werden gespeeld op 9 december 1872 en 21 december 1872
| Thuisteam         | Uitslag | Bezoekers            |
| ----------------- | ------- | -------------------- |
| Windsor Home Park | 0-1     | Maidenhead United FC |
| Oxford University | 1-0     | Royal Engineers      |
| Queen's Park      | vrij    |                      |

## Kwartfinale
De wedstrijden werden gespeeld 3 februari 1873
| Thuisteam         | Uitslag | Bezoekers            |
| ----------------- | ------- | -------------------- |
| Oxford University | 4-0     | Maidenhead United FC |
| Queen's Park      | vrij    |                      |

## Halve Finale
| Thuisteam         | Uitslag            | Bezoekers    |
| ----------------- | ------------------ | ------------ |
| Oxford University | QP trok zich terug | Queen's Park |

## Finale
De finale werd gespeeld op 29 maart 1873 op Lillie Bridge in de Londense wijk Fulham. De bekerwinnaar in het seizoen 1871/72, Wanderers FC, was vrijgesteld voor het spelen van wedstrijden tot de finale.
| Winnaar      | Uitslag | Finalist          |
| ------------ | ------- | ----------------- |
| Wanderers FC | 2-0     | Oxford University |

1872 ·
1873 ·
1874 ·
1875 ·
1876 ·
1877 ·
1878 ·
1879 ·
1880 ·
1881 ·
1882 ·
1883 ·
1884 ·
1885 ·
1886 ·
1887 ·
1888 ·
1889 ·
1890 ·
1891 ·
1892 ·
1893 ·
1894 ·
1895 ·
1896 ·
1897 ·
1898 ·
1899 ·
1900 ·
1901 ·
1902 ·
1903 ·
1904 ·
1905 ·
1906 ·
1907 ·
1908 ·
1909 ·
1910 ·
1911 ·
1912 ·
1913 ·
1914 ·
1915 ·
1916 ·
1917 ·
1918 ·
1919 ·
1920 ·
1921 ·
1922 ·
1923 ·
1924 ·
1925 ·
1926 ·
1927 ·
1928 ·
1929 ·
1930 ·
1931 ·
1932 ·
1933 ·
1934 ·
1935 ·
1936 ·
1937 ·
1938 ·
1939 ·
1940 ·
1941 ·
1942 ·
1943 ·
1944 ·
1945 ·
1946 ·
1947 ·
1948 ·
1949 ·
1950 ·
1951 ·
1952 ·
1953 ·
1954 ·
1955 ·
1956 ·
1957 ·
1958 ·
1959 ·
1960 ·
1961 ·
1962 ·
1963 ·
1964 ·
1965 ·
1966 ·
1967 ·
1968 ·
1969 ·
1970 ·
1971 ·
1972 ·
1973 ·
1974 ·
1975 ·
1976 ·
1977 ·
1978 ·
1979 ·
1980 ·
1981 ·
1982 ·
1983 ·
1984 ·
1985 ·
1986 ·
1987 ·
1988 ·
1989 ·
1990 ·
1991 ·
1992 ·
1993 ·
1994 ·
1995 ·
1996 ·
1997 ·
1998 ·
1999 ·
2000 ·
2001 ·
2002 ·
2003 ·
2004 ·
2005 ·
2006 ·
2007 ·
2008 ·
2009 ·
2010 ·
2011 ·
2012 ·
2013 ·
2014 ·
2015 ·
2016 ·
2017 ·
2018 ·
2019 ·
2020 ·
2021 ·
2022 ·
2023 ·
2024 .
2025